# Mesoleuca latialbata
Mesoleuca latialbata là một loài bướm đêm trong họ Geometridae.